# Cote Argus
 (février 2014).
La cote Argus est la marque déposée sous laquelle l’hebdomadaire L'argus publie, sur le marché français, sa cote de référence des véhicules d'occasion à destination des professionnels et du grand public. Publiée pratiquement sans interruption depuis la première parution de l’hebdomadaire en 1927, sous la rubrique « La COTE officielle L’Argus », la cote Argus fut longtemps la seule cote automobile disponible en France. Elle sert notamment de référence aux professionnels du secteur automobile (constructeurs, distributeurs, marchands, etc.), aux professions réglementées (notaires, avocats, huissiers, expert-comptables , etc.), à l’administration (fisc, police, justice, douanes, etc.) ainsi qu’à certains métiers spécifiques comme celui d’assureur. Accessible sur Minitel de 1985 à 2012, la cote de L’Argus est disponible sur Internet depuis 1998 et sur application mobile depuis 2011.

## Histoire

### Origine
Fondé en 1927 par Paul Rousseau, le journal L'argus de l’automobile et des locomotions comprend dès son premier numéro un tableau des cours des voitures d’occasion. Le nom du journal fait référence à Argus, nom latin du géant de la mythologie grecque Argos, lequel reçut l’épithète de Panoptès (celui qui voit tout), car il possédait cent yeux. Paul Rousseau révélait ainsi la ligne éditoriale de son journal, dont l’ambition serait de tout observer, tout connaître de sa spécialité pour mieux le délivrer à ses lecteurs. 
Désireux de contribuer au développement de l’automobile individuelle en France, Paul Rousseau s’intéresse dès l’origine au marché de seconde main. 246 cours pour 56 modèles différents sont ainsi publiés, qui valent pour des véhicules dits de « type courant », c’est-à-dire justifiant d’un bon état général et d’une usure correspondant à une utilisation normale. Une rubrique consacrée à l’actualité du marché de seconde main apporte un éclairage sur les valeurs publiées chaque semaine.
Fournies au départ par l’organisme Bureau Veritas sous le nom de « cours officiel Autoveritas », les cotes automobiles sont réalisées par les techniciens de L’Argus à partir de 1931 et paraissent alors sous le nom de « cours officiel de L’Argus ». Elles se complètent cette année-là de valorisations pour les véhicules industriels et utilitaires, ainsi que pour les deux-roues motorisés.

### Développement
Lors de la Seconde Guerre mondiale, les conséquences du conflit vont apporter une nouvelle exposition à la cote de L’Argus. La période bouleverse le marché de l’automobile et pose en outre la question de l’indemnisation des véhicules réquisitionnés. Pour remédier à ces problèmes, les autorités vont s’appuyer sur les cotes publiées dans l’hebdomadaire, leur apportant dès lors une notoriété inattendue. 
Ainsi, dans plusieurs textes officiels du régime de Vichy, la cote Argus va être prise comme référence pour déterminer, d’une part, le prix maximum auquel peut se vendre un véhicule d’occasion et, d’autre part, la valeur de l’indemnisation des véhicules réquisitionnés. En 1941, le Bulletin officiel des services des prix (circulaire no 2205 du 8 août 1941) annonce une règle nouvelle limitant les prix de l’occasion, qui ne peuvent plus désormais « excéder le prix du même véhicule en septembre 1939, majoré de 47 % ». Bien que ne le citant pas explicitement, cette circulaire se réfère aux prix donnés par L’Argus, tout comme l’arrêté no 2046 du 17 février 1942, qui instaure un « barème fixe des prix de vente limites autorisés pour des véhicules industriels d’occasion ».
Le 26 octobre 1944, alors qu’a débuté le Gouvernement provisoire de la République française et que la question de la Libération suppose la restitution ou l’indemnisation des véhicules réquisitionnés, un arrêté, publié dans le Journal Officiel du 9 novembre 1944, fait explicitement référence à la cote de l’hebdomadaire. Intitulé « Prix des véhicules automobiles réquisitionnés par l’autorité militaire », il stipule à l’article 1 b que « les prix de base des véhicules automobiles requis sont déterminés […] pour les véhicules de tourisme, d’après les données du tableau paru le 6 juillet 1944, sous le no 847 de L’Argus de l’automobile et des locomotions, sous la rubrique : Marché des voitures d’occasion, cote officielle de L’Argus ». L’arrêté prend pour base la dernière cote établie, celle du 6 juillet 1944, la parution de l’hebdomadaire ayant été interrompue de juillet 1944 à mars 1945.
Soutenu par la démocratisation de l’automobile et le renouvellement du parc dès la fin des années 1950, le marché de l’occasion explose à partir des années 1960. Durant la période des Trente Glorieuses, le nombre de transactions de véhicules d’occasion représente une à deux fois celui des transactions de véhicules neufs. 
S’adaptant à cette croissance du marché, L'Argus perfectionne sa cote durant toute la période. Dans le numéro anniversaire no 2500 du 6 janvier 1977, Jacques Loste, directeur-rédacteur en chef et propriétaire du journal depuis le décès de Paul Rousseau en 1941, rappellera ainsi que la « rationalisation de la cote-argus marcha de pair avec l’accroissement de la masse des voitures en circulation ». L’évolution majeure est la présentation de la page-affiche à partir de 1963. Il s’agit de la compilation d’une série de critères indiquant les éléments d'appréciation habituellement observés lors d'une vente à l'amiable : état standard, valeur de reprise, âge et cours-moyen, kilométrage, remise à l'état standard, équipements, garantie, etc. L’Argus estime que ces éléments doivent être considérés lors d’une vente basée sur un de ses cours-moyens, afin d’aboutir à un accord amiable, c'est-à-dire d’opérer une transaction satisfaisant les deux parties. Publiée régulièrement en grand format afin qu’elle puisse être placardée chez les garagistes et les concessionnaires, la page-affiche ne cessera plus d’accompagner les cotes Argus. Les critères, détaillés davantage au fil du temps, sont aujourd’hui réunis sous le nom de « Conditions générales de L’Argus ».
Par ailleurs, avec le développement de la motorisation au cours de la période des Trente Glorieuses, L’Argus diversifie les types de véhicules cotés : tracteurs agricoles (1950), moissonneuses-batteuses (1955), tracteurs routiers (1959), caravanes et autocars (1967), avions (1968), semi-remorques et remorques (1970). De plus, les véhicules utilitaires légers (1969) et les camions tous-terrains (1970) sont désormais valorisés dans des rubriques spéciales. 
Dans ce contexte, la cote Argus sert de référence à la plupart des transactions d’achat/vente. Sa notoriété fait qu’Uderzo et Goscinny inventent un personnage y faisant référence dans Astérix et Cléopâtre, qui paraît pour la première fois en 1963 : Pacotéalargus, membre de la protection rapprochée de Jules César. Les assureurs l’utilisent pour décider de l’opportunité de financer les réparations rendues nécessaires par un accident ou pour fixer le prix auquel racheter le véhicule qu'ils jugent non réparable. En 1979, René Monory, alors ministre de l’Économie, répond à une question d’un parlementaire, Jean-Pierre Delalande, député de l’Oise, concernant la « référence à la cote Argus comme base de remboursement effectué par les assurances à la suite d’un accident » : le ministre rappelle d’abord que la cote « ne prétend pas donner la valeur vénale de chaque véhicule […] mais se présente comme le cours moyen des véhicules en état standard, à ajuster, dans chaque cas » et il indique que la référence à la cote du journal comme base de calcul constitue « [d’un] usage qui trouve son seul fondement dans la confiance que les intéressés (automobilistes, assureurs, experts, garagistes) et les tribunaux font à cette publication pour les renseigner sur les cours pratiqués sur le marché de l’automobile d’occasion ». 
Alors que L’Argus publiait environ 1 100 cours moyens en 1962, ce sont plus de 2 700 cours moyens (autre appellation utilisé par l’hebdomadaire pour sa cote) qui paraissent chaque semaine en 1977.

### Minitel et Internet
La cote Argus poursuit son essor dans les années 1980, comme en témoigne cet extrait du numéro du 30 mars 1989 de France-Soir, citant Alain Gérard pour la société Ford, à propos de la cote Argus : « Cette cote est un basic du métier pour le client, L'Argus a une autorité totale, il y est même fait référence dans nos documents internes. » Les formules « Argus + 5 000 Francs » qui se répandent dans les publicités du constructeur Fiat cette même année font écho à ces propos. L’hebdomadaire est spécialement cité dans la 9e édition du Dictionnaire de l’Académie française, dont le premier tome paraît en 1992. Pour illustrer le nouveau sens reconnu au terme « argus » de « publication qui fournit des informations dans des domaines particuliers », le dictionnaire propose : « Ce modèle n'est plus coté à L'Argus. Vendre, acheter une voiture au prix de L'Argus », validant ainsi la notoriété de la cote Argus et l’expression reprise depuis la fin des années 1980 par les publicités des constructeurs, s’agissant d’une voiture reprise ou vendue « au prix de L’Argus ». 
Dès 1985, L’Argus figure parmi les premières entreprises à proposer un service télématique par Minitel, le 3615 ARGUS pour les particuliers et le 3617 ARGOS pour les professionnels. Une évolution qui donne un nouvel essor à la cote Argus, puisqu’elle permet de mettre à disposition des utilisateurs l’ensemble des cotations devenu trop volumineux pour être imprimé dans sa totalité sur le papier. L’interactivité du Minitel va également permettre de gagner en précision et en pertinence, en autorisant la détermination d’une cote personnalisée en fonction des caractéristiques de chaque voiture : kilométrage précis, date de mise en circulation au mois près, options, etc. Ce service atteint son apogée à la fin des années 1990, comptabilisant jusqu’à 500 000 connexions mensuelles. 
Une décennie après l’arrivée du Minitel, L’Argus fait figure de pionnier de l’Internet en France en y préparant son entrée dès 1996, devançant un grand nombre de titres de presse. Le site est accessible à partir du 4 décembre 1997 à l’adresse argusauto.com, jour de la parution du numéro célébrant les 70 ans du journal, puis les cotes sont mises en ligne en 1998. Depuis l’époque du lancement de la cote Argus sur Minitel, le parc automobile français a vieilli, notamment parce que les véhicules ont une qualité et une durée de vie qui s'améliorent. Les ménages sont toutefois de plus en plus équipés — ou multi-équipés. À la faveur du ralentissement économique du début de la décennie, de nouveaux modes de consommations sont apparus : les consommateurs font la chasse à la meilleure offre ou au « discount », et trouvent dans le marché de l’occasion une alternative intéressante ; Internet est par ailleurs un espace qui favorise grandement la recherche de véhicules et d’offres. 
À partir de 2002, l’usage du Minitel pour la consultation des cotes commence à diminuer, au profit des cotes consultables sur le site Internet de L’Argus. Le basculement des utilisateurs du Minitel vers le site se réalise de façon progressive jusqu’en 2011 où le nombre de connexions annuelles n’est que de 395 000, contre plus de 830 000 en 2010. La période Minitel s’achève le 30 juin 2012, date à laquelle France Télécom ferme définitivement ce service. 
En 2012, ce sont les cotes de près de 90 000 modèles combinés aux années de cotations qui sont disponibles sur la nouvelle adresse largus.fr, l’hebdomadaire en publiant quant à lui toujours plus de 15 000 chaque semaine.

## Utilisation de la cote Argus
La cote Argus sert comme base de négociation pour : 
- les professionnels de l’automobile (concessionnaires, garagistes…), qui s’appuient sur la cote Argus lorsqu’ils effectuent une reprise de véhicule à un particulier : ils définissent une valeur de rachat en fonction de la cote en l’ajustant et la corrigeant généralement à la baisse en fonction des frais professionnels à prévoir sur le véhicule, et du prix auquel ils espèrent le revendre, selon le canal de revente ;
- les particuliers, qui peuvent utiliser la cote Argus comme référence de négociation pour acheter ou vendre un véhicule d’occasion : la cote est généralement considérée par les vendeurs comme une valeur de réserve, correspondant à un prix minimum de transaction ;
- les professions réglementées (notaires, avocats, huissiers, etc.), l’administration (fisc, police, justice, douane, etc.), les constructeurs automobiles, les flottes d’entreprise : ils s’appuient également sur la cote Argus, par exemple, s’agissant des flottes, pour valoriser un parc de véhicules à des fins comptables ou encore, s’agissant d’une succession, pour valoriser les véhicules du patrimoine du défunt.

## Élaboration de la cote Argus
Le cours-moyen Argus reflète la valeur de chaque combinaison marque-modèle-motorisation-version commercialisée en France par les constructeurs, en tenant compte de paramètres d’utilisation « standard » prédéfinis : un mode de calcul dont la genèse remonte à la première cote Argus de 1927. Après les évolutions majeures qui se sont succédé à partir de l’instauration de la page-affiche en 1963, c’est le développement des nouvelles technologies, et notamment le Minitel en 1985, qui a permis progressivement d’affiner la cote Argus et d’introduire la cote Argus personnalisée, ajustée en fonction des caractéristiques propres à chaque véhicule de moins de 15 ans et de l’utilisation qui en a été faite.

### Cours-moyen Argus
Cette valeur correspond à un véhicule en état standard immatriculé en milieu de période (au 1er juillet, depuis 2002), et ayant parcouru un kilométrage standard, selon l’énergie utilisée (essence, diesel...). Quant à l’état standard, il se définit pour un véhicule en bon état de marche, de sécurité, de présentation et dont le bon entretien peut être justifié, pièces d’usure et pneumatiques (non rechapés) présentant une usure inférieure à 50 %, contrôle technique en cours de validité exempt de toute anomalie. 
Le cours-moyen est déterminé par des employés de l’Argus, qui analysent le positionnement de chaque nouveau modèle à sa sortie, en anticipant son comportement futur sur le marché de l’occasion : ils lui attribuent une courbe de dépréciation, établie en fonction de multiples paramètres de marché, de la catégorie, du contexte économique et fiscal, etc.
Au cours des douze années qui suivent le lancement d’un modèle, cette courbe est régulièrement affinée, à la hausse ou à la baisse, version par version, millésime par millésime. Un ajustement qui prend en compte de nombreux critères, des chiffres de vente du véhicule à sa facilité de revente observée sur le marché, en passant par son équipement, sa fiabilité, l’imminence d’un restylage ou d’un remplacement, etc.

### Cote Argus personnalisée
La notion de cote Argus personnalisée a été introduite dès 1963, puis « industrialisée » avec le Minitel et Internet, afin de permettre aux utilisateurs d’ajuster le cours-moyen Argus du véhicule en fonction de ses caractéristiques propres et de l’utilisation qui en a été faite. Désormais, cette cote se calcule sur la base du cours-moyen Argus, que l’on rectifie selon différents paramètres :
- la date exacte de mise en circulation : suivant que la date de première immatriculation se situe avant ou après le milieu de la période de référence, il convient d’appliquer une plus-value ou une moins-value ;
- le kilométrage : un kilométrage inférieur au standard majorera la cote, tandis qu’un kilométrage excédentaire la dépréciera ;
- les équipements supplémentaires en option, la présence d’un contrat de garantie.

Par ailleurs, si l’examen technique révèle un état inférieur au standard, les frais éventuels de remise en état du véhicule peuvent être estimés par un outil de chiffrage complémentaire et ces frais seront à déduire de la cote Argus personnalisée.